# Elecciones generales del Reino Unido de 1857
En las elecciones generales del Reino Unido de 1857 los Whig, liderados por Lord Palmerston, obtuvieron la mayoría de los escaños de la Cámara de los Comunes.

## Resultados
| Partido | Partido             | Votos   | %    | Escaños | Dif. |
|         | Whig                | 464.127 | 65,9 | 377     | +53  |
|         | Partido Conservador | 239.712 | 34,0 | 264     | -66  |
|         | Otros               | 12.099  | 1,7  | 13      | +13  |
|         | Cartismo            | 614     | 0,1  | 0       | 0    |

Recuento total de votos: 716.552